# Cratera de Manson
A cratera de Manson é uma cratera de impacto perto de Manson (Iowa), nos Estados Unidos, onde um asteroide ou núcleo de cometa atingiu a Terra durante o período Cretácico há cerca de 74 Ma (milhões de anos). Foi um dos maiores eventos de impacto a atingir a América do Norte. Antigamente pensou-se que o impacto tivesse levado à extinção dos dinossauros, até se provar que era demasiado antigo.